# 安子島氏
安子島氏/阿子島氏（あこがしまし/あこじまし）は、日本の氏族。武家。本姓は藤原氏。家系は藤原南家伊東氏の庶流。安古島とも。

## 事跡
安子島氏は源頼朝に随身し陸奥国安積郡に所領を賜った工藤祐経の流れを汲み、安積伊東氏の祖となった安積祐長の後胤と伝える。代々、陸奥国南部に栄えた安積伊東氏の一門・家臣として安子島城主の地位にあった。
応永11年（1404年）、南陸奥の諸将が室町幕府方と鎌倉府方に分かれて争った際、鎌倉府方の篠原御所足利満直に忠誠を誓った国人衆30名の中に、安子島祐義の名があるという。
戦国時代以降は安子島右衛門大夫の代まで奥州管領二本松氏に随身していたが、二本松義継が伊達政宗に討たれた後は二本松氏を離れ、会津黒川城主蘆名義広に従った。しかし、政宗が蘆名討伐に乗り出すと、安積や安達の諸勢力がことごとく伊達氏に寝返る中、安子島治部大輔祐高一人、義を重んじ、安子島城に籠城し一戦交えんと伊達勢に立ち向かった。しかし、戦況理なしとみた祐高は城兵の助命を条件に開城し、自らは同城より退いた。蘆名勢は摺上原の戦いで伊達勢に敗れ、安積郡一帯は伊達家の支配下に入った。

## 仙台藩士 阿子島氏
安子島氏の一門に仙台藩士となった阿子島氏（あこじまし）がある。子孫には戦前に衆議院議員、戦後に白石町長となった阿子島俊治や音楽評論家の阿子島たけしがいる。

### 阿子島彦惣家
伊達氏と蘆名氏が南奥州の雌雄を決した摺上原の戦いで蘆名方として戦った安子島祐清の子の寛政は蘆名方について敗れ負傷し、治療のため、刈田郡中目村（白石市)に隠棲したという。しばらく、仕官せず町人をしていたものの、伊達家中が白石の陣、大坂の陣に出兵した際には、同地の領主であった片倉小十郎景綱の軍勢に従軍し武功を挙げるに至った。元和元年（1615年）、寛政は片倉氏の分限役となり家中並の御免屋敷を与えられ、その後は代々片倉氏の家臣として仕えた。三代彦惣以降は歴代当主は代々彦惣の名を襲名し、五代彦惣の代に知行500文を与えられ、苗字帯刀を許され阿子島姓を称した。五代目より阿子島氏では旅籠業を営むようになり、一方で片倉氏の他物聞役として情報収集の任を負うようになり、七代彦惣の代より士分となった。

### 阿子島直助家
また、阿子島彦惣家より、四代彦惣の次男・直助よりはじまる阿子島家が派生するという。直助は享保年間に白石本郷町の屋敷を譲渡され、町足軽として別家を立てし。明和年間に至り、彦助の代に永々苗字帯刀を免許され、寛政年間、敬勝の代に検断役に登用され、文政9年（1826年）には献金して130文の知行を与えられた。天保10年（1839年）、知良の代に御酒造方に任じられ、弘化4年（1847年）に永々勝手役列となった。
嘉永5年(1852年)、敬美の代に代々組頭役として酒造方の務め果たした功績により、其身一生番外士格となったという。

### 阿子島万兵衛家
さらに、阿子島彦惣家より別れた家系として、七代彦惣の子・三左衛門より始まる一族がある。二代目より屋号を阿子万とし、代々万兵衛を襲名した。歴代染物業を営むといい、明治32年（1899年）に白石市本町に移転し、雑貨・荒物・乾物・製麺を営むという。